# Mois de la photo
 (juin 2016).
Si vous disposez d'ouvrages ou d'articles de référence ou si vous connaissez des sites web de qualité traitant du thème abordé ici, merci de compléter l'article en donnant les références utiles à sa vérifiabilité et en les liant à la section « Notes et références ».
À Paris, le Mois de la photo est une importante manifestation artistique consacrée à la photographie, organisée depuis 1980 au mois de novembre tous les deux ans.
Cette manifestation mobilise de nombreuses institutions culturelles (Maison européenne de la photographie, Jeu de Paume, BNF, Fondation Cartier, mairies…) et galeries parisiennes.
En 2017, le directeur artistique du Mois de la photo, François Hébel renomme l’événement le Mois de la photo du Grand Paris. Les éditions de cet événement sont planifiées pour le mois d'avril au lieu de novembre. 